# Goose Bay, Newfoundland
Goose Bay är en vik i Kanada.   Den ligger i provinsen Newfoundland och Labrador, i den östra delen av landet, 1 700 km öster om huvudstaden Ottawa.
I omgivningarna runt Goose Bay växer i huvudsak blandskog. Runt Goose Bay är det mycket glesbefolkat, med 3 invånare per kvadratkilometer.